# تشارلز ستيوارت (منافس ألعاب قوى)
تشارلز ستيوارت (بالإنجليزية: Charles Stuart)‏ هو منافس ألعاب قوى أسترالي، ولد في 1 فبراير 1907، وتوفي في 6 أبريل 1970.

## وصلات خارجية
- تشارلز ستيوارت على موقع أوليمبيديا (الإنجليزية)